# نجف لك زايي
نجف لك زايي (من مواليد 1969 في سيستان) باحث في العلوم الدينية والسياسية، حصل على الدكتوراه في العلوم السياسية من جامعة الإمام الصادق، كما وحصل على الاجتهاد في الدراسات الحوزوية، من نشاطاته، التدريس في فرع العلوم السياسية في جامعة باقر العلوم، ورئيس المعهد العالی للعلوم والثقافة الاسلامیه، وكان مديرا ثقافيا في المجمع العالمي لأهل البيت.

## السيرة الذاتية
ولد نجف لك زايي في سنة 1969 في سيستان. قضى طفولته ودراسته الابتدائية في مسقط رأسه. وفي سنة 1981 دخل حوزة مرهم شريفي، وفي سنة 1985 دخل حوزة قم العلمية. ولقد أكمل دراسته الأكاديمة تزامنا مع دراسته الحوزوية حيث حصل على بكالوريوس في العلوم السياسية ومن ثم حصل على المجاستير والدكتوراه وذلك من سنة 1981 ولغاية 2003. كان لك زايي مديرا ثقافيا في المجمع العالمي لأهل البيت، ومنذ سنة 2014 عُيّن كرئيس ل المعهد العالی للعلوم و الثقافة الإسلامية ومدير دائرة البحوث في قسم الإعلام الإسلامي في حوزة قم العلمية وبحسب موقع مركز البحوث الإسلامية للعلوم والثقافة، تمت ترقية لك زايي إلى رتبة أستاذ.

## كتب فارسية
- . تاريخ فرهنگي - سياسي إيران معاصر، (التاريخ الثقافي والسياسي في إيران المعاصرة) مركز إدارة الحوزات النسوية، مكتب إعداد وتأليف النصوص والمناهج الدراسية، مركز نشر هاجر، قم،1391 ش.
- . تحولات سياسي اجتماعي إيران معاصر، (التحولات السياسية والاجتماعية في إيران المعاصرة) مركز البحث الإسلامي للعلوم والثقافة، قم،1390 ش.
- . درآمدي بر مستندات قرآني فلسفة سیاسي امام خمیني ( نظرة على الوثائق القرآنية للفلسفة السياسية للإمام الخميني)/ مركز الثقافة القرآنية ومعارفها / قم 1386 ش.
- . چالش سیاست دیني ونظم سلطاني، (التحدي السياسي والديني ونظم السلطان)، مركز البحوث الإسلامية للعلوم والثقافة، قم،1385 ش (الكتاب المختار في الجمهورية الإسلامية الإیرانية، مستحق التشجيع وكذلك المنتخب في مؤتمر الحكومة الإسلامية البحثي)
- . سیره پیامبر اعظم در گذر از جامعه جاهلی به جامعه اسلامی (سيرة الرسول الأعظم في المسير من المجتمع الجاهلي إلى المجتمع الإسلامي)/ بوستان کتاب / قم 1385 ش.
- . سیر تطور تفکر سیاسی امام خمینی (تطور التفكر السياسي للإمام الخميني)/ مركز البحوث الإسلامية للثقافة والفكر، طهران/ 1383 ش.
- . اندیشه سیاسی صدرالمتألهین (الفكر السياسي لصدر المتأهلين)/ بوستان کتاب، مركز البحوث الإسلامية للعلوم والثقافة، قم/ 1381 ش (الكتاب المختار في الحوزة العلمية، والكتاب المختار لبحاثي المجال الديني)
- . اندیشه سیاسی آیت‌الله مطهری (الفكر الفكر السياسي لآية الله مطهري)/ بوستان کتاب، مركز البحوث الإسلامية للعلوم والثقافة، قم/ 1381 (مع جمع من الأساتذة)
- . روضة الانوار عباسی (تصحیح وتحقیق)/ بوستان کتاب، پژوهشگاه علوم وفرهنگ اسلامی قم/ 1381
- . اندیشه سیاسی محقق سبزواری/ بوستان کتاب، مركز البحوث الإسلامية للعلوم والثقافة، قم/ 1380 ش (الكتاب المنتخب في الحوزة العلمية)
- . زمینه‌های انقلاب اسلامی ایران (خلفيات الثورة الإسلامية الإيرانية)/ ائمه/ 1377 (مع الدکتور منصور میراحمدی)
- . گفتمان مهدویت: محاضرات ومقالات المؤتمر الخامس، نجف لك زايي، علي شریعتمداري، محمد هادي معرفت، علي باقي نصرآبادي، مرتضی شیرودي، علیرضا صدرا، عبدالقیوم سجادي، محمدرضا ماني فر، ناشر: بوستان کتاب قم

## الكتب العربية
- اشکالیة العلاقة بین السیاسة الدینیة والنظام الملکی؛ آالفکر والأداء السیاسي لعلماء الشیعة في العصر الصفوي نموذجاً، الدکتور نجف لک زایي، ناشر: دار المعارف الحکمیه، بیروت، لبنان.
- آفاق الفکر السیاسي عند صدر المتالهین، نجف لك زايي، ولید محسن (مترجم)، ناشر: موسسه دائرة المعارف فقه اسلامی
- آفاق الفکر السیاسی عند المحقق السبزواري، نجف لك زايي، محمد عبد الرزاق (مترجم)، ناشر: مؤسسة دائرة المعارف الفقه الإسلامی
- آفاق الفکر السیاسی عند الاستاذ الشهید مطهری، نجف لك زايي، ولید محسن (مترجم)، عدنان الحسیني (مصحح)، ناشر: موسسه دائرة المعارف فقه اسلامی

## المقالات العلمية
كتب نجف لك زايي كثيرا من المقالات، ونشرت بعضها في مجلات علمية مثل: مطالعات راهبردي،مجلة العلوم سياسية، مجلة المتين، مجلة الإسراء، مطالعات انقلاب اسلامي، پژوهشنامه انقلاب اسلامي، دانش سیاسی، خردنامه صدرا وغيرها. في مركز نور مغز للمعلومات توجد 71 مقالة وقد وضعت لاستخدام العامة بشكل مجاني

## وصلات خارجية
- الموقع الرسمي
- بوابة العلوم الإسلامية الجامعة - نجف لك زايي
- بوستان كتاب- نجف لك زايي
- موقع المجلات التخصصية - نجف لك زايي